# FreeOTFE
 (avril 2016).
Si vous disposez d'ouvrages ou d'articles de référence ou si vous connaissez des sites web de qualité traitant du thème abordé ici, merci de compléter l'article en donnant les références utiles à sa vérifiabilité et en les liant à la section « Notes et références ».

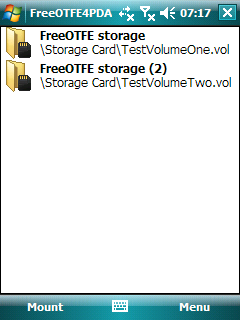
Interface FreeOTFEPDA

FreeOTFE est un logiciel de chiffrement de disque fonctionnant sous Microsoft Windows 2000/XP/Vista et Windows Mobile.
Le site officiel n'est plus accessible depuis juin 2013 et le nom de domaine n'appartient plus au développeur. Un miroir existe sur SourceForge.

## Présentation
FreeOTFE est gratuit et open source. C’est un programme de chiffrement à la volée de données sur un disque. En fait sur tout support puisqu’il permet de créer des disques virtuels où l’on veut. Le tout fonctionne aussi bien sur PC que sur PDA, et les partitions chiffrées sont compatibles. Ces disques virtuels sont utilisables exactement comme un disque normal, sauf que tout ce qui est écrit dessus est automatiquement chiffré (totalement transparent pour l’utilisateur qui n’a besoin de saisir un mot de passe que lorsqu’il monte le disque)
Vous pouvez créer un ou plusieurs disques virtuels sur votre ordinateur, tout ce qui est écrit sur ces disques est automatiquement chiffré avant d’être stocké sur le disque dur de votre ordinateur.

## Algorithmes supportés
FreeOTFE supporte les algorithmes de chiffrement suivants: 
| - AES - Blowfish - CAST5/CAST6 - DES/3DES | - MARS - RC6 - Serpent - Twofish |

et les fonctions de hachage cryptographiques suivantes :
| - MD2 - MD4 - MD5 - RIPEMD-128 | - RIPEMD-160 - SHA-1 - SHA-224 - SHA-256 | - SHA-384 - SHA-512 - Tiger - Whirlpool |